# Renato Raccis
Renato Raccis (Mandas, 17 giugno 1922 – Cagliari, 13 agosto 1979) è stato un calciatore italiano, di ruolo attaccante.
Fu attivo negli anni precedenti e successivi alla Seconda guerra mondiale, militò in Serie A con le maglie di Livorno e Milan.
Scomparso nel 1979, a lui è intitolato lo stadio di Mandas, il suo paese natale.

## Carriera

### Calciatore
Nato nell'interno della Sardegna ma trasferitosi molto giovane a Cagliari, gioca dapprima in alcune squadre giovanili cittadine come San Saturnino, l’Intrepida e la Littoria. Alla fine del 1937 approda alla Pro Calcio San Giorgio di Cagliari, giovane formazione in ascesa in quello scorcio di fine anni ’30. Dopo qualche mese nella formazione B, debutta in prima squadra e, visto l’esito positivo, è pronto per debuttare nel torneo di Seconda Divisione 1937-1938 (massima categoria regionale dell’epoca). Durante il debutto ad Iglesias contro la Monteponi, battendo il portiere ex Cagliari Cenzo Soro. L’annata è trionfale e la San Giorgio vince il campionato, ottenendo una storia promozione in Serie C, raggiungendo proprio i cugini rossoblu, che però poi non vennero inserite nello stesso girone. La San Giorgio disputa un campionato generoso e termina penultima. Nonostante la Federazione proceda al ripescaggio, il suo presidente rinuncia per dissesto finanziario. Raccis viene così ceduto al Prato per ben 140.000 lire.
In Toscana, in due anni di Serie C realizza 61 reti in 58 partite disputate, con cui i biancoblu conquistano la promozione al termine della stagione 1940-1941. Dopo un altro anno a Prato in Serie B (10 reti all'attivo, che non evitano l'immediata retrocessione, e in totale saranno 71 in 84 partite), nell'estate 1942 viene acquistato dal Livorno, salvatosi in Serie A.
Con gli amaranto Raccis vive una stagione nella quale i livornesi arrivano vicini alla conquista dello scudetto, superati dal Grande Torino. Raccis compone la linea d'attacco con Mario Stua e Teresio Piana, e va a segno 10 volte.
Dopo l'interruzione delle competizioni ufficiali, Raccis disputa il Campionato Alta Italia 1944 con l'Asti, quindi alla fine della Seconda guerra mondiale torna a Livorno per disputare l'anomalo campionato 1945-1946, in cui Raccis realizza 11 reti (8 nel Campionato Bassa Italia e 3 nel Girone Finale che i toscani chiudono al settimo posto). Nella stagione successiva il Livorno chiude solo al quindicesimo posto con Raccis autore di 17 gol.
Passa poi al Milan. Coi rossoneri realizza 8 reti in 26 incontri nel 1947-1948 (fra cui la rete del 2-2 nel derby di andata poi vinto dal Milan per 3-2). A fine stagione è costretto ad abbandonare l'attività agonistica dopo aver contratto la tubercolosi. In carriera ha totalizzato complessivamente 91 presenze e 36 reti in Serie A.
Durante gli anni ’50 e ‘60 prova ripetutamente ad avviare la carriera di allenatore, ma con scarsissimo successo. Morirà nel 1979, una volta rientrato a Cagliari a soli 57 anni.

### Club

#### Competizioni nazionali
- Serie C: 1

Prato: 1940-1941